# Talicada nyseus
Talicada nyseus är en fjärilsart som beskrevs av Guérin-meneville 1843. Talicada nyseus ingår i släktet Talicada och familjen juvelvingar. Inga underarter finns listade i Catalogue of Life.

## Bildgalleri

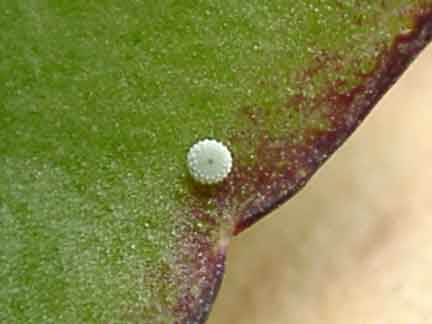
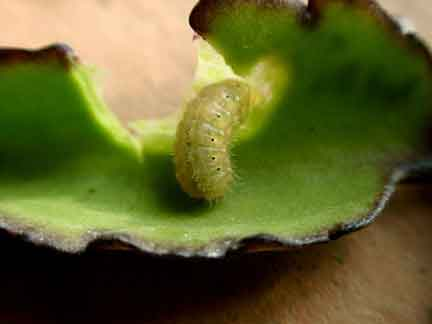
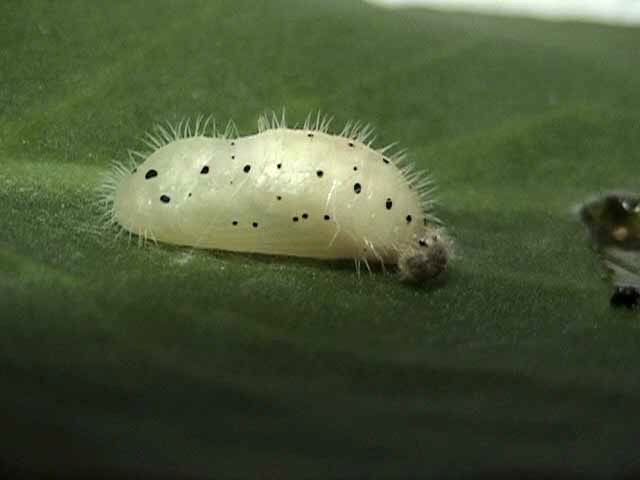
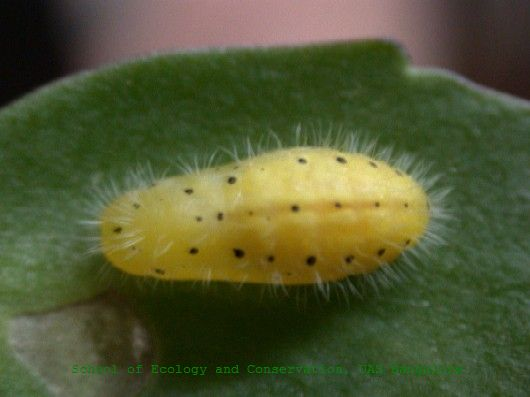
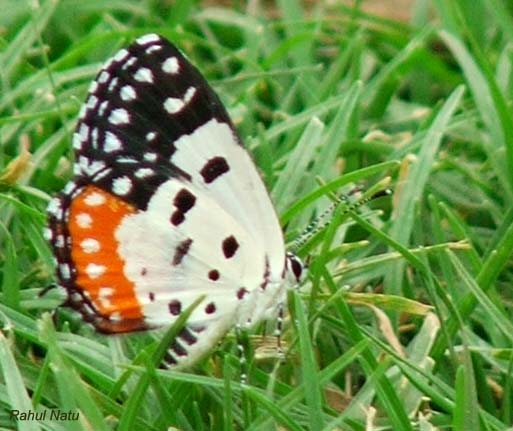
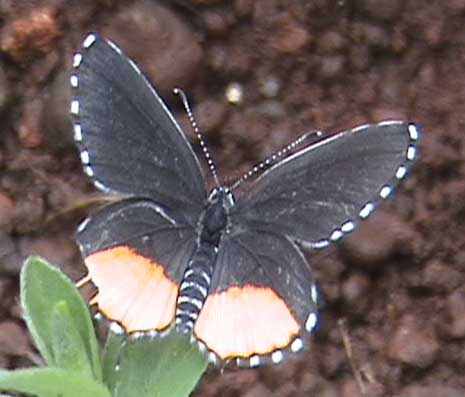